# Caryocolum marmorea pulchra
Caryocolum marmorea pulchra é uma subespécie de insetos lepidópteros, mais especificamente de traças, pertencente à família Gelechiidae.
A autoridade científica da subespécie é Wollaston, tendo sido descrita no ano de 1858.
Trata-se de uma subespécie presente no território português.